# Bazylika archikatedralna Świętych Apostołów Piotra i Pawła w Kownie
Bazylika archikatedralna Świętych Apostołów Piotra i Pawła w Kownie (lit. Kauno Šv. apaštalų Petro ir Povilo arkikatedra bazilika) – kościół gotycki z XV wieku, trójnawowy, zbudowany z cegły, wielokrotnie przebudowywany. Mieści się przy ulicy Vilniaus gatve, pod numerem 26.
Budowę świątyni rozpoczęto w 1413 r. Nawę główną i wieże ukończono w 1624 r. Prace budowlane zakończyły się w 1655 r. Budowla mierzy 84 m długości i 34 m szerokości. Nawa główna ma 26 m wysokości. Jest to największa świątynia katolicka na  Litwie i jedyny w kraju kościół gotycki w formie bazyliki. W latach 1808–1864 świątynia należała do augustianów. Od 1895 pełni funkcję katedry, od 1921 jest bazyliką mniejszą.

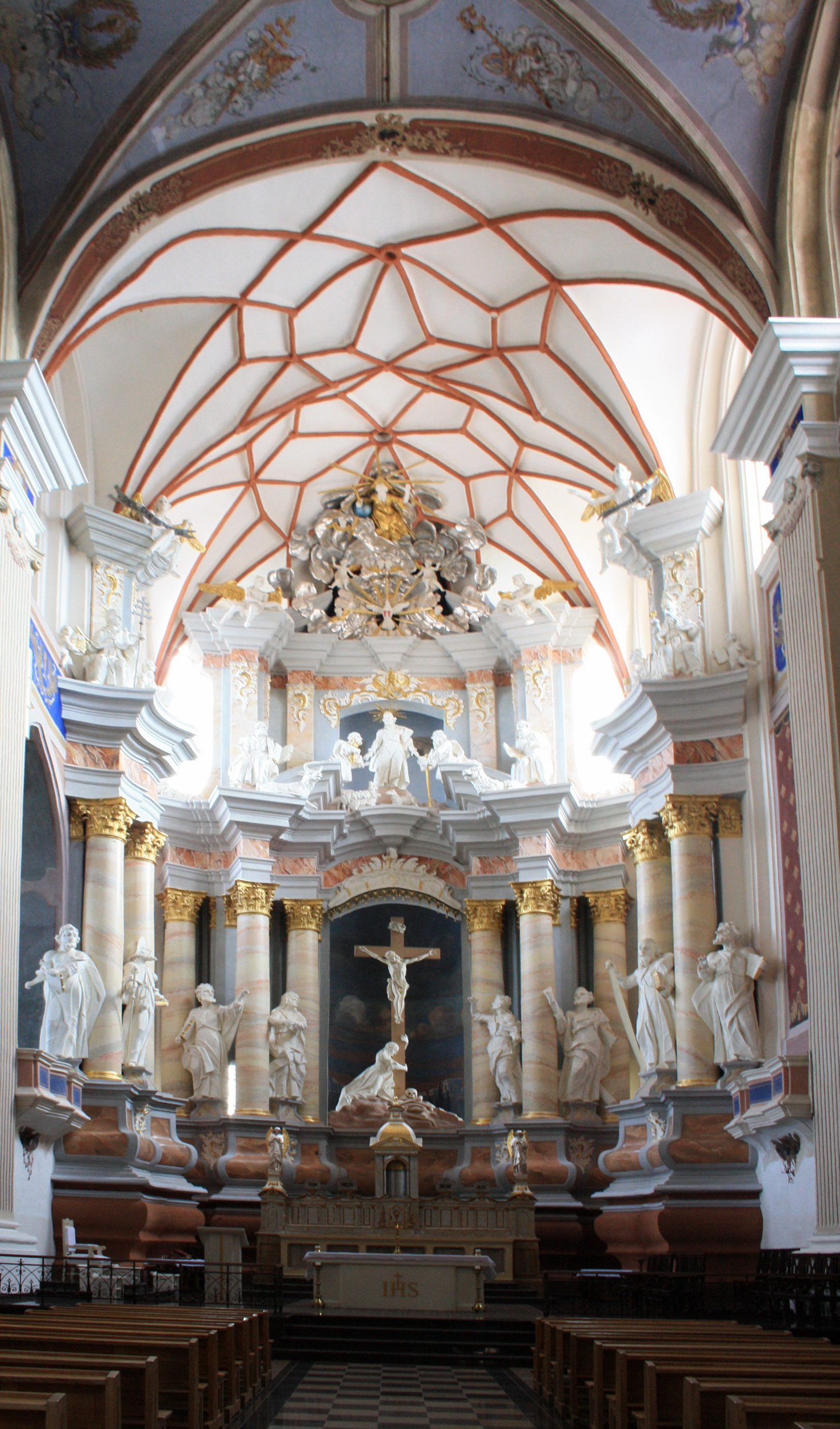
Wnętrze bazyliki

Ołtarz główny z 1755, wykonany przez Tomasza Podhajskiego, przedstawia scenę Ukrzyżowania w otoczeniu 12 apostołów. Ołtarzy bocznych jest dziewięć. Ściany świątyni zdobią obrazy Johanna Gotharda Berhoffa i Michała Andriollego.  W świątyni pochowano biskupa żmudzkiego Macieja Wołónczewskiego, poetę Maironisa (mauzoluem na zewnątrz kościoła) oraz kardynała Vincentasa Sladkevičiusa.